# مسعود شناسا
مسعود شناسا (زادهٔ ۲۸ شهریور ۱۳۳۱ در شیراز) موسیقی‌دان، نوازندهٔ سنتور و آهنگساز اهل ایران است.

## زندگی‌نامه و فعالیت هنری
مسعود شناسا ۲۸ شهریور سال ۱۳۳۱ در شیراز متولد شد. پس از آموختن مقدمات موسیقی، در سال ۱۳۵۱ به دانشکده هنرهای زیبا دانشگاه تهران وارد شد و تحصیلات عالی موسیقی خود را نزد هنرمندانی همچون: داریوش صفوت و نورعلی برومند (سنتور و ردیف موسیقی ایرانی)، علیرضا مشایخی و احمد پژمان (آهنگسازی)، لوست مارتیروسیان (پیانو)، فرشاد سنجری (ساز آرایی) و هرمز فرهت پی گرفت. او در سال ۱۳۵۵ با درجهٔ لیسانس از دانشگاه تهران فارغ‌التحصیل شد. پس از آن نیز مدتی نزد محمدتقی مسعودیه فراگیری آهنگسازی ادامه داد.
وی از سال ۱۳۵۲ تا اواخر دههٔ ۱۳۶۰ به تدریس سنتور در مرکز حفظ و اشاعه موسیقی اشتغال داشت و از سال ۱۳۵۳ تا ۱۳۵۸ مدرس کارگاه موسیقی رادیو و تلویزیون ملی (به سرپرستی سعید خدیری) بود. مدتی نیز در گروه موسیقی دانشگاه آزاد، دانشگاه هنر و دانشگاه علم و فرهنگ به تدریس پرداخت.
شناسا در سال ۱۳۷۰ به اتفاق مهدی آذرسینا، محمد اخوان و سپس همراه با محمدرضا شجریان، شهرام ناظری، داریوش پیرنیاکان، سعید فرج پوری، محمد فیروزی، جلیل عندلیبی کنسرت‌هایی در داخل و خارج از کشور به اجرا درآورد.
در سال ۱۳۹۲ مدرک درجه یک هنری به او اعطاء شد. در اردیبهشت ۱۳۹۶ در مراسم نکوداشت سرآمدان ادب و هنر استان فارس که توسط بنیاد نخبگان فارس برگزار شد، از مسعود شناسا تقدیر به عمل آمد.

## برخی از آثار
- نوازنده سنتور آلبوم موسیقی آسمان عشق به خوانندگی محمدرضا شجریان
- نوازنده سنتور آلبوم موسیقی انتظار به خوانندگی محمدرضا شجریان[۴]
- نوازنده سنتور آلبوم موسیقی «خونین‌شهر» به آهنگسازی علی اکبر شکارچی[۵]
- نوازنده سنتور آلبوم موسیقی «سیاه مشق» به آهنگسازی مهدی آذرسینا[۶]
- تألیف کتاب «تندر» (ده قطعه برای سنتور، چاپ۱۳۷۲)
- آلبوم موسیقی «تندر» با همراهی محمد اخوان (تمبک)
- «نوا» برای سازهای ایرانی (با هماهنگی)
- آهنگسازی و انتشار آلبوم موسیقی «سنتور» (۱۹۹۶-فرانسه)[۷]
- همنوازی در آلبوم های؛ «سخن تازه» (اثر مهدی آذر سینا)، مال کنون (اثر عطا جنگوک، براساس نغمه‌های بختیاری)
- آهنگسازی و انتشار آلبوم موسیقی غم زیبا به خوانندگی شهرام ناظری (۱۳۸۲)[۸]
- آهنگسازی و انتشار آلبوم موسیقی «نواژه» به خوانندگی علیرضا شاه‌محمدی (۱۳۹۰)[۹]
- تألیف کتاب «سنتورنامه» (۱۳۹۵)[۱۰][۱۱]
- آهنگسازی و انتشار آلبوم موسیقی «سرگذشت» (۱۳۹۶)[۱۲][۱۳]
- انتشار کتاب و سی‌دی «ردیف میرزاعبدالله - برومند» (۱۳۹۸)[۱۴]